# 유기 분해물

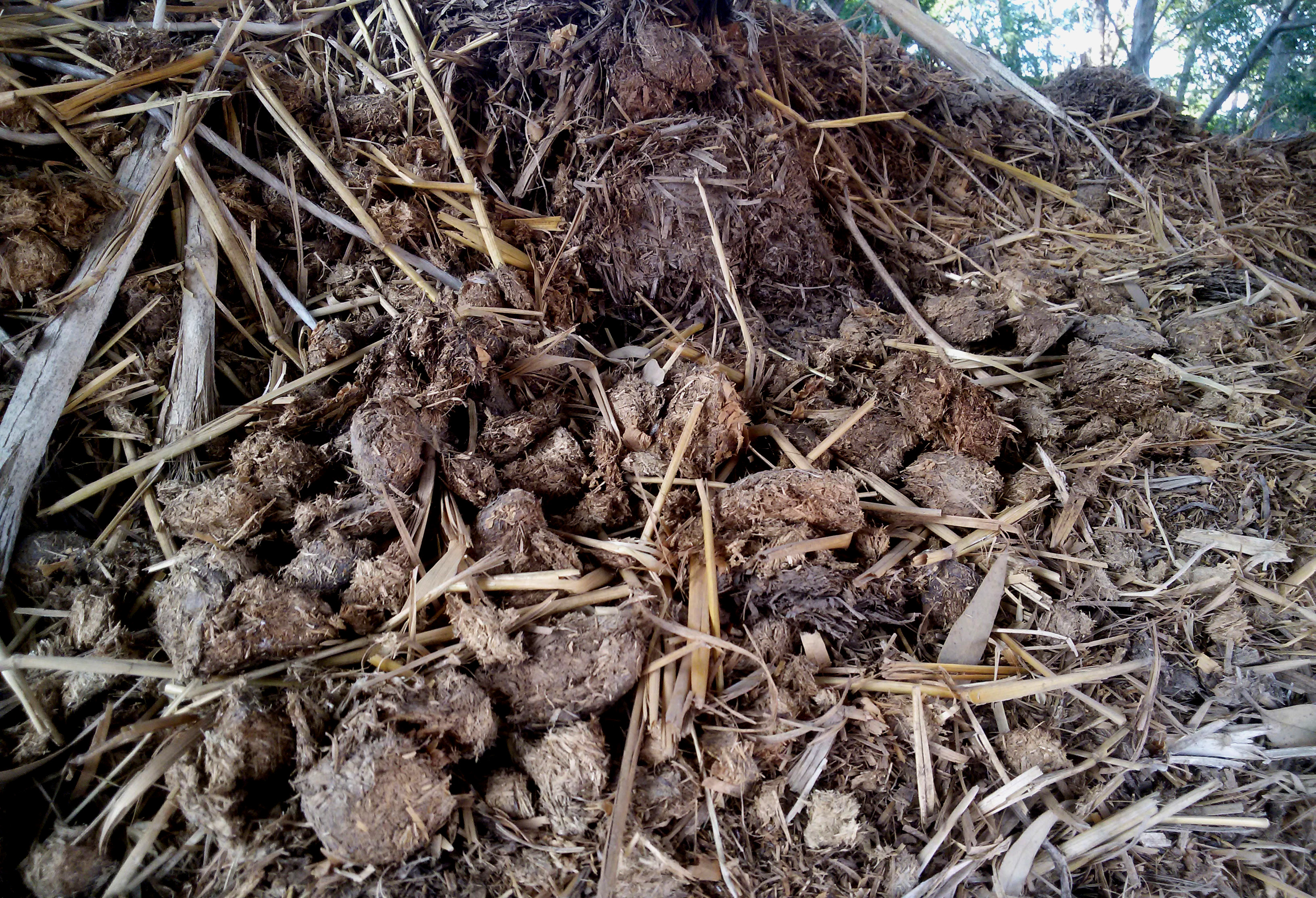
짚과 말똥은 유기 분해물의 형태로 두엄으로 사용된다.

유기 분해물(Detritus, /dɛˈtraˈtəs/ 또는 /dɛˈtrˈtəs/)은 생물학에서 용해된 유기 물질과 구별되는 죽은 입자성 유기 물질이다. 유기 분해물에는 일반적으로 죽은 유기체의 시체 또는 시체 조각과 배설물이 포함된다. 유기 분해물은 일반적으로 이를 분해시키는 미생물을 군집화한다. 육상생태계에서는 낙엽과 토양과 혼합된 기타 유기물로 존재하며, 이를 "토양 유기물"이라고 한다. 수생생태계의 잔해는 물 속에 부유하고 수역 바닥의 침전물에 축적되는 유기 물질이다. 이 바닥이 해저인 경우 이러한 퇴적물을 "바다눈"이라고 한다.

## 같이 보기
- 유기물